# Kandahár
Kandahár (paštunsky  کندهار‎, persky قندهار‎) je druhé největší město Afghánistánu, hlavní město provincie Kandahár, která se nachází na jihu země jihovýchodně od toku Arghandábu. Žije zde více než 600 tisíc obyvatel.
Kandahár je významným centrem obchodu s ovcemi, vlnou, bavlnou, plstí, hedvábím, zrním, čerstvým i sušeným ovocem a tabákem. Mezi hlavní pěstěné produkty z této oblasti patří granátová jablka a hrozny. V Kandaháru se nachází mezinárodní letiště i dálnice, jeho hlavním jazykem je paštunština.
Město založil ve 4. století př. n. l. Alexandr Veliký, který město pojmenoval Alexandria (Arachosijská). Během staletí patřil Kandahár pod nadvládu mnoha dynastií i říší a často zůstával obchodním centrem. V roce 1748 Ahmad Šáh Durrání, zakladatel Durránská říše, učinil Kandahár hlavním městem Afghánistánu.
Přesný původ výrazu Kandahár není znám. Je možné, že je odvozeno od slova Gandhára, což byla oblast ve střední Asii. Další možnost je ta, že výraz Kandahár pochází z arabské odvozeniny od slova Alexandr.

## Dějiny
Oblast Kandaháru patří mezi nejstarší lidmi osídlená místa na světě. Počátky zdejších zemědělských vesnic podle mají sahat až do doby kolem roku 5000, případně 7000 let př. n. l. Samotný Kandahár byl založen v roce 330 př. n. l. Alexandrem Velikým na strategicky významném místě, pročež se město stalo v dalších stoletích cílem různých dobyvačných výprav. Město se nejdříve jmenovalo po svém zakladateli Alexandria. Po Alexandrovi se Kandahár stal součástí říše Maurjů. Asi nejznámější maurijský vládce, král Ašóka, zde nechal vztyčit sloup s nápisem v aramejštině a řečtině, který se zachoval dodnes. Po pádu maurijské dynastie se Kandaháru zmocnilo Řecko-baktrijské, později Indo-řecké království.
V 7. století do oblasti Kandaháru pronikl spolu s arabskými vojsky i islám. Od 9. století pak byl Kandhár pod nadvládou Saffárovců. Po vpádu Mahmúda z Ghazny se stal součástí Ghaznovské říše. Od 14. století bylo město pod vládou Tímúrovcú a poté Mughalské říše.
Válečným konfliktům se Kandahár nevyhnul ani v novodobé historii. Roku 1839 se ocitl v obležení britských a indických jednotek (zastupující tehdy Britskou Indii), tatáž situace pak opět nastala v roce 1878. V roce 1960 bylo poblíž města postaveno mezinárodní letiště Kandahár, které od roku 2001 slouží jednotkám USA a NATO. Mezi lety 1979-1989 byl Kandahár okupován sovětskými vojsky. V roce 1994 se města zmocnil Tálibán, který z Kandaháru učinil své hlavní město.